# Magny-Fouchard

Magny-Fouchard este o comună în departamentul Aube din nord-estul Franței. În 1 ianuarie 2022 avea o populație de 261 de locuitori.